# Charmes-sur-l'Herbasse
Charmes-sur-l'Herbasse este o comună în departamentul Drôme din sud-estul Franței. În 2009 avea o populație de 891 de locuitori.

## Evoluția populației
| An        | 1975 | 1982 | 1990 | 1999 | 2006 | 2009 |
| --------- | ---- | ---- | ---- | ---- | ---- | ---- |
| Populație | 449  | 530  | 631  | 713  | 840  | 891  |